# Miasa producta
Miasa producta är en insektsart som först beskrevs av Lethierry 1888.  Miasa producta ingår i släktet Miasa och familjen Dictyopharidae. Inga underarter finns listade i Catalogue of Life.